# Tennis Napoli Cup 1995
Il Tennis Napoli Cup 1995 è stato un torneo di tennis facente parte della categoria ATP Challenger Series nell'ambito dell'ATP Challenger Series 1995. Il torneo si è giocato a Napoli in Italia dal 18 al 24 settembre 1995 su campi in terra rossa.

## Vincitori

### Singolare
Thomas Johansson ha battuto in finale  Frédéric Vitoux con il punteggio di 6–0, 6–0

### Doppio
Stefano Pescosolido /  Vincenzo Santopadre hanno battuto in finale  Kent Kinnear /  Jack Waite con il punteggio di 6–1, 3–6, 6–3